# Claire Mowat
Pour les articles homonymes, voir Mowat.
Claire Angel Mowat (née Wheeler), née le 5 février 1933, est une écrivaine et une environnementaliste de  l'Ontario au Canada.

## Biographie
Née à Toronto, elle grandit et étudie dans cette ville au Havergal College et à l'Université de l'École d'art et de design de l'Ontario. Mariée à Farley Mowat, de la famille Mowat,. Le couple partage alors leur temps entre l'Ontario et le Cap Breton en Nouvelle-Écosse.
Elle entame sa carrière avec l'écriture de mémoires durant les années 1960. En 1983, son premier livre, The Outport People raconte l'histoire d'elle et son mari dans la communauté de Burgeo à Terre-Neuve-et-Labrador. Son second roman, Pomp and Circumstances (1989), raconte le témoignage de l'arrière-scène du protocole à la résidence du gouverneur-général de Rideau Hall à Ottawa. En 2005, elle publie les mémoires Travels with Farley qui raconte la vie du couple aux îles de la Madeleine et suivant la naissance de leur seul enfant.

## Œuvres
- The Outport People (1983) publié par McClelland & Stewart -  (ISBN 978-0-7710-6549-1)
- Pomp and Circumstances (1989) publié par McClelland & Stewart -  (ISBN 978-0-7710-6548-4)
- The Girl from Away (1992) illustré par Malcolm Cullen, publié par Key Porter Books -  (ISBN 978-1-55013-428-5)
- The French Isles (1994) illustré par Huntley Brown, publié par Key Porter Books -  (ISBN 978-1-55013-591-6)
- Last Summer in Louisbourg (1998) publié par Key Porter Books -  (ISBN 978-1-55013-941-9), (2012) Nimbus Publishing -  (ISBN 978-1-77108-065-1), 978-1-55109-910-1
- The Girl from Away Trilogy  (2002)  publié par Key Porter Books -  (ISBN 9781-55263-489-9)
- Travels with Farley (2005) publié par Key Porter Books -  (ISBN 978-1-55263-714-2), (2015) Pottersfield Press -  (ISBN 978-1-89742-674-6)